# Zmarli we wrześniu 2022

## Wrzesień 2022
- 30 września
  - Franco Dragone(inne języki) – belgijski reżyser teatralny pochodzenia włoskiego[1]
  - József Horváth(inne języki) – węgierski piłkarz ręczny[2]
  - Iñaki Larramendi(inne języki) – baskijski działacz nacjonalistyczny, współzałożyciel ETA[3]
  - Andrzej Śródka – polski patofizjolog i historyk medycyny, prof. dr hab.[4]
  - Colin Touchlin – brytyjski dyrygent i kompozytor[5]
  - Alexandru Vagner – rumuński piłkarz[6]
  - Lech Zacher – polski ekonomista i socjolog, prof. dr hab.[7][8]
  - Jurij Zajcew – kazachski sztangista, mistrz olimpijski (1976)[9]
- 29 września
  - Alexandru Arșinel – rumuński aktor[10]
  - Mieczysław Gil – polski działacz związkowy, opozycjonista w okresie PRL, poseł na Sejm, senator[11]
  - Rob Landsbergen – holenderski piłkarz[12]
  - Eduardo Navarro – hiszpański piłkarz[13]
  - Bernard Szczech – polski historyk, muzealnik, znawca dziejów Górnego Śląska[14][15]
  - Ildikó Szendrődi – węgierska narciarka alpejska[16]
  - Paul Veyne – francuski historyk i archeolog[17]
  - Roman Zuber(inne języki) – polski informatyk i matematyk, dr. n. techn., wieloletni pracownik ZWE Elwro[18][19]
- 28 września
  - Bruno Arena – włoski aktor i komik[20]
  - Bruno Bolchi – włoski piłkarz i trener[21]
  - Torhild Bransdal(inne języki) – norweska polityk[22]
  - Coolio – amerykański raper, kompozytor i aktor[23]
  - Roman Czyżycki – polski dyplomata i polityk, ambasador w Angoli (1980–1984), Egipcie (1989–1994) i Portugalii (1996–1999)[24]
  - Hilton Deakin – australijski duchowny rzymskokatolicki, biskup pomocniczy Melbourne (1993–2007)[25].
  - Jan Styrna – polski duchowny rzymskokatolicki, biskup pomocniczy tarnowski (1991–2003), biskup elbląski (2003–2014)[26]
  - Ganimet Simixhiu Vendresha – albańska tancerka baletowa, solistka Teatru Opery i Baletu w Tiranie[27]
- 27 września
  - Amadou Ali(inne języki) – kameruński polityk, minister sprawiedliwości (2001–2011) i wicepremier (2004–2019)[28]
  - Lech Grobelny – polski polityk, poseł na Sejm PRL VIII kadencji (1980–1985)[29]
  - Julio César Guerra Tulena(inne języki) – kolumbijski polityk i chirurg, przewodniczący Senatu (1995–1996)[30]
  - Claude Kory Kondiano(inne języki) – gwinejski polityk, przewodniczący parlamentu (2014–2020)[31]
  - Boris Moisiejew(inne języki) – rosyjski i białoruski muzyk oraz choreograf[32]
  - José Pacheco – hiszpański piłkarz[33].
  - Michael Sheridan – amerykański duchowny rzymskokatolicki, biskup Colorado Springs (2003–2021)[34]
  - Zofia Teliga-Mertens – polska działaczka społeczna, dama Orderu Orła Białego[35]
  - Andrew van der Bijl – holenderski misjonarz chrześcijański, założyciel Open Doors[36]
- 26 września
  - Aurora Basnuevo – kubańska aktorka[37]
  - Jusuf al-Kardawi – egipski teolog muzułmański[38]
  - Sylwia Kurzela – polska dziennikarka radiowa[39]
  - Cristien Polak(inne języki) – surinamska polityk, minister spraw społecznych i mieszkalnictwa (2017–2019)[40]
  - Roney Pettersson – szwedzki piłkarz, reprezentant kraju[41]
  - Knud Sørensen(inne języki) – duński pisarz i poeta[42]
  - Venetia Stevenson – brytyjska aktorka[43]
  - Mark Souder – amerykański polityk, członek Izby Reprezentantów (1995–2010)[44]
- 25 września
  - Aïcha Chenna(inne języki) – marokańska działaczka humanitarna i feministyczna[45]
  - Gürkan Coşkun – turecki malarz[46]
  - Rafael Czimiszkiani – gruziński sztangista, mistrz olimpijski (1952)[47]
  - James Florio – amerykański polityk, poseł do Izby Reprezentantów (1975–1990), gubernator New Jersey (1990–1994)[48]
  - Rita Gardner – amerykańska aktorka[49]
  - Josif Gitelson(inne języki) – rosyjski biofizyk[50]
  - Kim Seong-Dong(inne języki) – koreański pisarz[51]
  - Nikołaj Kirtok – radziecki lotnik wojskowy, pułkownik, Bohater Związku Radzieckiego (1945)[52]
  - Andrés Prieto – chilijski piłkarz i trener[53]
  - Radovan Radaković – serbski i jugosłowiański piłkarz i trener[54]
  - Srbijanka Turajlić(inne języki) – serbska inżynier elektryk i polityk, wiceminister edukacji[55]
  - Ołeksij Żurawko(inne języki) – ukraiński przedsiębiorca i polityk, deputowany (2006–2012)[56]
- 24 września
  - Hudson Austin – grenadyjski generał, przewodniczący Rewolucyjnej Wojskowej Rady Grenady (premier Grenady) w 1983[57]
  - Marie-Louise Fort(inne języki) – francuska polityk[58]
  - Pharoah Sanders – amerykański saksofonista i kompozytor jazzowy[59]
  - Sali Shijaku – albański malarz[60]
  - Krystyna Sieniawska – polska prawnik i samorządowiec[61]
  - Tadeusz Supryn – polski działacz sportowy związany z Motorem Lublin[62]
  - Amin Tarokh – irański aktor[63]
  - Bogdan Wyrzykowski – polski lekarz internista, prof. dr hab.[64]
- 23 września
  - Ewa Ampulska – polska aktorka[65]
  - Marut Bunnag(inne języki) – tajski polityk, minister i przewodniczący parlamentu[66]
  - Boris Dobrodiejew(inne języki) – rosyjski scenarzysta[67]
  - Louise Fletcher – amerykańska aktorka[68]
  - Igor Gorbunow – radziecki polityk, członek KC KPZR i I sekretarz Baszkirskiego Obwodowego Komitetu KPZR[69]
  - Stanisław Kasprzyk – polski hokeista na trawie, olimpijczyk (1972)[70]
  - Józef Krawczyk – polski samorządowiec, prezydent Oświęcimia (1997–2002), starosta oświęcimski (2010–2014)[71]
  - Franciszek Pieczka – polski aktor, kawaler Orderu Orła Białego[72]
  - Willy Soemita(inne języki) – surinamski polityk, kilkukrotny minister, wiceprezydent Surinamu (1988–1990)[73]
- 22 września
  - Donald M. Blinken(inne języki) – amerykański dyplomata i ekonomista, ambasador na Węgrzech (1994–1997)[74]
  - François Bott – francuski pisarz, dziennikarz i krytyk literacki[75]
  - Marc Danval – belgijski pisarz i dziennikarz[76]
  - Janis Dimopulos – grecki polityk i prawnik, parlamentarzysta krajowy i europejski, wiceminister handlu (1977–1980)[77]
  - Jorge Fons – meksykański reżyser i scenarzysta filmowy[78]
  - Hilary Mantel – brytyjska pisarka[79]
  - Edward Mosberg – polski Żyd ocalały z Holokaustu[80]
  - Ladislav Švihran(inne języki) – słowacki pisarz i tłumacz[81]
  - Jerzy Radliński – polski dziennikarz muzyczny, autor pierwszej książki o polskim jazzie[82]
- 21 września
  - Lydia Alfonsi – włoska aktorka[83]
  - Antonio Ceballos Atienza – hiszpański duchowny katolicki, biskup Ciudad Rodrigo (1988–1993), i Kadyksu i Ceuty (1993–2011)[84]
  - Tom Benner – kanadyjski rzeźbiarz[85]
  - Ray Edenton – amerykański gitarzysta country, muzyk sesyjny[86]
  - Mieczysław Hrehorów – polski działacz sportowy i siatkarz[87]
  - Raymond Huguet – francuski kolarz szosowy[88]
  - Zygmunt Karchuć – polski polityk i mechanik, poseł na Sejm PRL VIII kadencji (1980–1985)[89]
  - Kazimierz Ostrowski – polski lekarz internista i diabetolog, prof. dr hab.[90]
  - Paul-Emile Saadé – libański duchowny maronicki, biskup Batrun (1999–2011)[91]
  - Tomasz Wołek – polski dziennikarz, publicysta polityczny i komentator sportowy, działacz opozycji w okresie PRL[92]
- 20 września
  - Wojciech Banach – polski poeta i kolekcjoner starych pocztówek[93]
  - Émile Antonio – francuski piłkarz[94]
  - Jerzy Dziuban – polski urzędnik państwowy, podsekretarz stanu w Ministerstwie Spraw Wewnętrznych i Administracji (1997–1998)[95]
  - Tanios El Khoury – libański duchowny maronicki, biskup Sydonu (1996–2005)[96]
  - Tunç Oral – turecki aktor[97]
  - Siergiej Puskiepalis – rosyjski aktor[98]
  - Song Baorui(inne języki) – chiński polityk komunistyczny, gubernator Syczuanu[99]
  - Virginio Rognoni – włoski polityk i prawnik, minister spraw wewnętrznych (1978–1983), sprawiedliwości (1986–1987), obrony (1990–1992)[100]
- 19 września
  - Lija Brīdaka(inne języki) – łotewska poetka[101]
  - Vernon F. Dvorak – amerykański meteorolog, twórca metody Dvoraka[102]
  - Joseph Fiorenza – amerykański duchowny rzymskokatolicki, arcybiskup metropolita Galveston-Houston (1985–2006)[103]
  - David Foreman(inne języki) – amerykański działacz radykalnego ekologizmu, współzałożyciel Earth First![104]
  - Jan (Stinka) – ukraiński duchowny prawosławny, zwierzchnik Ukraińskiego Kościoła Prawosławnego Kanady (2005–2010)[105]
  - Benon Hardy – polski organista i kompozytor[106]
  - Piotr Marczewski – polski pianista, dyrygent, kompozytor[107]
  - Szabsa Maszkaucan – radziecki wojskowy pochodzenia żydowskiego, Bohater Związku Radzieckiego (1945)[108]
  - Jaakko Numminen(inne języki) – fiński polityk, minister edukacji (1970)[109]
  - Pak Yong-il(inne języki) – północnokoreański polityk, lider Koreańskiej Partii Socjaldemokratycznej[110]
  - Walerij Polakow – rosyjski kosmonauta[111]
  - Alicja Wołodźko-Butkiewicz – polska rusycystka, wydawca i tłumaczka, prof. dr hab.[112]
  - Aleksander Wrona – polski hokeista na trawie, olimpijczyk (1972)[113]
- 18 września
  - Mustafa Dağıstanlı – turecki zapaśnik, mistrz olimpijski (1956, 1960)[114]
  - Kjell Espmark – szwedzki historyk literatury, pisarz[115]
  - Elyakim Haetzni(inne języki) – izraelski prawnik i polityk[116]
  - Diane Guérin – kanadyjska piosenkarka i aktorka[117]
  - Nick Holonyak – amerykański inżynier, wynalazca diody elektroluminescencyjnej (LED)[118]
  - Marta Karajani(inne języki) – grecka aktorka[119]
  - Ilona Kuśmierska-Kocyłak – polska aktorka i reżyser dubbingowy[120]
  - Carmen A. Miró – panamska socjolog, statystyk i demograf[121]
  - Maria Grazia Pagano – włoska polityk i filozof, senator, eurodeputowana VI kadencji (2008–2009)[122]
  - Nicolas Schindelholz – szwajcarski piłkarz[123]
- 17 września
  - Kelsang Gyatso(inne języki) – tybetański mnich buddyjski i przywódca duchowy[124]
  - Łukasz Jedlewski – polski dziennikarz sportowy[125]
  - Hrafn Jökulsson(inne języki) – islandzki pisarz, dziennikarz i polityk[126]
  - Sławomir Kretkowski – polski działacz opozycyjny w PRL[127]
  - Stanisław Laskowski – polski lekarz internista, dr hab.[128]
  - Igor Maslennikow(inne języki) – rosyjski reżyser filmowy[129]
  - Vlado Milunić – chorwacki architekt[130]
  - Katarzyna Orzeszek-Pęczalska – polska aktorka[131]
  - Farida Saboundji(inne języki) – algierska aktorka[132]
  - Maarten Schmidt – holenderski astronom[133]
- 16 września
  - Abul Hasnat – bengalski polityk i prawnik, burmistrz Dhaki, minister mieszkalnictwa[134]
  - Marva Hicks(inne języki) – amerykańska aktorka i piosenkarka[135]
  - Serhij Horienko – ukraiński policjant i prawnik, prokurator generalny Ługańskiej Republiki Ludowej (2019–2022)[136]
  - Hajrudin Saračević – jugosłowiański i bośniacki piłkarz i trener[137]
  - Luciano Vassallo(inne języki) – etiopski piłkarz i trener[138]
  - Wiesław Zimowski – polski samorządowiec i nauczyciel, członek zarządu województwa małopolskiego (2002–2006), wójt gminy Pleśna (2006–2010)[139]
  - Stanisław Żytkowski – polski działacz społeczny, adwokat, senator I kadencji[140]
- 15 września
  - Tibor Frank(inne języki) – węgierski historyk[141]
  - Liam Holden – północnoirlandzki morderca, ostatnia osoba skazana na karę śmierci w Wielkiej Brytanii[142]
  - Axel Jodorowsky(inne języki) – meksykańsko-francuski aktor[143]
  - Saul Kripke – amerykański filozof, logik[144]
  - Janina Kuczera – polska biofizyk, prof. dr hab.[145]
  - Włodzimierz Kusak – polski samorządowiec, przewodniczący Rady Miasta Białegostoku (2006–2014)[146][147]
  - Diana Maggi(inne języki) – argentyńska aktorka[148]
  - Francescantonio Nolè – włoski duchowny rzymskokatolicki, arcybiskup Cosenzy-Bisignano (2015–2022)[149]
  - Marian Pasko – polski elektrotechnik, prof. dr hab. inż.[150]
  - Fritz Pleitgen – niemiecki dziennikarz[151]
  - Radko Polič – słoweński aktor[152]
  - Samy Vellu(inne języki) – malezyjski polityk, minister robót publicznych oraz energii, telekomunikacji i poczty[153]
- 14 września
  - David Andersson – szwedzki gitarzysta, członek grupy Soilwork[154][155]
  - Géza Csapó – węgierski kajakarz, medalista olimpijski (1976)[156]
  - Anton Fier – amerykański perkusista, producent, kompozytor i bandleader[157]
  - Shah Moazzem Hossain(inne języki) – bangladeski polityk, wicepremier Bangladeszu (1987–1990)[158]
  - Naresh Kumar – indyjski tenisista[159]
  - Robert Maginnis – amerykański duchowny rzymskokatolicki, biskup pomocniczy Filadelfii (1996–2010)[160]
  - Mariano Ondo(inne języki) – piłkarz z Gwinei Równikowej, reprezentant kraju[161]
  - Dimitrios Pandermalis(inne języki) – grecki archeolog[162]
  - Irini Papas – grecka aktorka[163]
  - Rudolf Pastucha – polski duchowny luterański, biskup diecezji katowickiej Kościoła Ewangelicko-Augsburskiego[164]
  - Bill Pearl – amerykański kulturysta[165]
  - Jim Post – amerykański piosenkarz country, autor tekstów, kompozytor[166]
  - Paul Sartin – angielski piosenkarz, oboista i skrzypek, kompozytor i aranżer[167]
  - Henry Silva – amerykański aktor[168]
  - Władimir Sungorkin(inne języki) – rosyjski publicysta, redaktor naczelny gazety Komsomolskaja prawda[169]
  - Michel Verschueren(inne języki) – belgijski trener piłkarski, dyrektor sportowy RSC Anderlecht (1981–2003)[170]
  - Mária Wittner(inne języki) – węgierska polityk, uczestniczka powstania węgierskiego 1956[171]
- 13 września
  - Horacio Accavallo(inne języki) – argentyński bokser[172]
  - Dorota Czykier-Wierzba – polska ekonomistka, prof. dr hab.[173]
  - Jörg Faerber(inne języki) – niemiecki dyrygent[174][175]
  - Jean-Luc Godard – francuski reżyser i scenarzysta filmowy[176]
  - Mieczysław Gogacz – polski filozof, prof. dr hab.[177]
  - Cezary Humański – polski przedsiębiorca i działacz samorządowy, naczelnik i prezydent Kutna, wicewojewoda płocki (1986–1990)[178]
  - Kostas Kazakos(inne języki) – grecki aktor[179]
  - Kornelije Kovač – serbski kompozytor[180]
  - Grzegorz Matuszak – polski socjolog, prof. dr hab., senator RP[181]
  - Jesse Powell – amerykański piosenkarz R&B[182]
  - Hetem Qerimaj – albański skrzypek[183]
  - Kenneth Starr – amerykański prawnik, prokurator generalny (1989–1993), Człowiek Roku tygodnika „Time” (1998)[184]
  - Spiridon Zurnadzis – grecki polityk i dziennikarz, poseł do Parlamentu Europejskiego (1989)[185]
- 12 września
  - Aquiles Báez – wenezuelski gitarzysta i kompozytor[186]
  - Ken Brownlee(inne języki) – szkocki piłkarz[187]
  - Efraín Forero Triviño(inne języki) – kolumbijski kolarz szosowy[188]
  - Harry Landis(inne języki) – brytyjski aktor i reżyser[189]
  - Ramsey Lewis – amerykański pianista i kompozytor jazzowy[190]
  - Manuel Santiago Maya – hiszpański baletmistrz i choreograf[191]
  - Rimantas Šidlauskas – litewski dyplomata[192]
  - Krystyna Szloser – polska dziennikarka i popularyzatorka żeglarstwa[193][194]
  - Krzysztof Szmigiero – polski gitarzysta rockowy, członek zespołów Lombard i Turbo[195]
  - Marek Zembala – polski lekarz immunolog, prof. dr hab., prorektor Uniwersytetu Jagiellońskiego[196]
  - Wiesław Zięba – polski reżyser i scenarzysta filmów animowanych, grafik i rysownik[197]
- 11 września
  - Jean Bock(inne języki) – belgijski polityk[198]
  - Muhammad Ali Chamseddine(inne języki) – libański pisarz[199]
  - Florin Hidișan – rumuński piłkarz[200]
  - Javier Marías – hiszpański pisarz[201]
  - John O’Malley – amerykański duchowny rzymskokatolicki, jezuita, historyk[202]
  - Swaroopanand Saraswati(inne języki) – indyjski przywódca religijny[203]
  - Zbigniew Sokolik – polski lekarz i psychoanalityk[204]
  - Alain Tanner – szwajcarski reżyser, scenarzysta i producent filmowy[205]
- 10 września
  - Menno Boelsma(inne języki) – holenderski łyżwiarz szybki[206]
  - Mario Bortolotto – australijski piłkarz[207]
  - Jack Ging(inne języki) – amerykański aktor[208]
  - Neagu Udroiu – rumuński dziennikarz i dyplomata[209]
  - William Klein – amerykański fotograf, reżyser i scenarzysta filmowy[210]
  - Jacek Kolbuszewski – polski historyk literatury, prof. dr hab.[211]
  - B.B. Lal – indyjski archeolog[212]
  - Joseph Nacua – filipiński duchowny rzymskokatolicki, biskup Ilagan (2008–2017)[213]
  - Andrzej Remiszewski – polski inżynier okrętowy i samorządowiec, działacz NSZZ „Solidarności”, wiceprezydent Wejherowa (1990–1995)[214]
  - Stanisław Zieliński – polski zawodnik piłki ręcznej[215]
- 9 września
  - Carol Arnauld(inne języki) – francuska piosenkarka i autorka tekstów[216]
  - Nicolae Bulat(inne języki) – mołdawski historyk i muzeolog[217]
  - Jorja Fleezanis(inne języki) – amerykańska skrzypaczka[218]
  - Eugeniusz Janczarski – polski inżynier rolnictwa i działacz samorządowy, wiceprezydent Krakowa, wicewojewoda krakowski (1977–1982)[219]
  - Krzysztof Kucharski – polski dziennikarz i krytyk teatralny[220]
  - Zdzisław Kuhn – polski działacz państwowy i inżynier mechanik, wiceminister budownictwa i przemysłu materiałów budowlanych (1980–1985) oraz budownictwa, gospodarki przestrzennej i komunalnej (1985–1987)[221]
  - Zdzisław Mularczyk – polski samorządowiec, burmistrz miasta i gminy Skała (1994–2006)[222]
  - Andrzej Nowicki – polski matematyk, prof. dr hab.[223]
  - James Polshek(inne języki) – amerykański architekt[224]
  - Raymond Rippelmeyer – amerykański baseballista[225]
  - Zdzisław Tararako – polski dziennikarz radiowy[226][227]
  - Mikizo Ueda(inne języki) – japoński superstulatek[228]
- 8 września
  - Mitar Belojica – serbski aktor i pisarz[229]
  - Jens Birkemose(inne języki) – duński malarz[230]
  - Teresa Cantarini – włoska superstulatka[231]
  - Marciano Cantero(inne języki) – argentyński piosenkarz, basista i klawiszowiec rockowy[232]
  - Elżbieta II – królowa Wielkiej Brytanii (1952–2022)[233]
  - Ivan Jurišak – jugosłowiański i chorwacki piłkarz[234]
  - Anders Lönnbro(inne języki) – szwedzki aktor[235]
  - Eluki Monga Aundu(inne języki) – kongijski (zairski) generał i dyplomata[236]
  - Harvey Rosen – kanadyjski samorządowiec, burmistrz Kingston (2003–2010)[237]
  - Bernard Shaw – amerykański prezenter telewizyjny związany z CNN[238]
  - Kamal Narain Singh(inne języki) – indyjski prawnik, szef Sądu Najwyższego (1991)[239]
- 7 września
  - Emanoel Araujo(inne języki) – brazylijski artysta i muzeolog[240]
  - Radoslav Brđanin(inne języki) – bośniacki generał narodowości serbskiej, zbrodniarz wojenny[241]
  - János Fuzik(inne języki) – węgierski polityk i działacz mniejszości słowackiej[242]
  - Stanisław Kot – polski samorządowiec, naczelnik (1982–1990) i burmistrz (2002–2003) Myślenic[243][244]
  - Giorgio Maioli(inne języki) – włoski piłkarz i trener[245]
  - Andrzej Puchacz – polski lekkoatleta i działacz sportowy[246]
  - Dagmar Schipanski – niemiecka polityk i fizyk, przewodnicząca parlamentu Turyngii, kandydatka na prezydenta (1999)[247]
  - Piet Schrijvers – holenderski piłkarz i trener[248]
  - Karol „Konektiv” Wojciechowski – polski zawodnik i trener e-sportowy[249]
- 6 września
  - Jacek Arct – polski inżynier, chemik i nauczyciel akademicki, działacz opozycji demokratycznej w okresie PRL[250][251]
  - Bogdan Bratko – ukraiński aktor[252]
  - Ligia Borowczyk – polska aktorka[253]
  - Paul Durden – brytyjski pisarz i aktor[254]
  - Herman – amerykański duchowny prawosławny, arcybiskup Filadelfii, metropolita Ameryki i Kanady (2002–2008)[255]
  - Marsha Hunt – amerykańska aktorka[256]
  - Just Jaeckin – francuski reżyser filmowy i rzeźbiarz[257]
  - Kazimierz Mazur – polski aktor[258]
  - Wiesław Nikodem – polski lekarz, Honorowy Obywatel Miasta Duszniki-Zdrój[259][260]
  - Tina Ramirez – amerykańska aktorka pochodzenia meksykańsko-portorykańskiego[261]
  - Philippe Ranaivomanana – madagaskarski duchowny rzymskokatolicki, biskup Ihosy (1999–2009) i Antsirabé (2009–2022)[262]
  - Magdalena Ruiz Guiñazú – argentyńska dziennikarka i działaczka praw człowieka[263]
  - Valeria Seciu(inne języki) – rumuńska aktorka[264]
  - Dave Sherman – amerykański gitarzysta basowy[265]
  - Sydney Shoemaker(inne języki) – amerykański filozof[266]
  - Earl J. Silbert(inne języki) – amerykański prawnik[267]
  - Peter Straub – amerykański pisarz[268]
  - Hilda Žīgure(inne języki) – łotewska aktorka[269]
- 5 września
  - Patricia Burke Brogan(inne języki) – irlandzka poetka i dramaturg[270]
  - Hans Eder – niemiecki piłkarz[271]
  - Gottfried Kumpf(inne języki) – austriacki malarz i grafik[272]
  - Moon Landrieu(inne języki) – amerykański polityk i prawnik, burmistrz Nowego Orleanu (1970–1978), sekretarz mieszkalnictwa i rozwoju miejskiego (1979–1981)[273]
  - Mariella Mehr – szwajcarska pisarka i poetka[274]
  - Shizuru Otaka(inne języki) – japońska piosenkarka[275]
  - Jeff Robson – nowozelandzki tenisista, badmintonista[276]
  - Lars Vogt(inne języki) – niemiecki pianista i dyrygent[277]
- 4 września
  - Zofia Bajuk – polska aktorka[278]
  - Janusz Batugowski – polski piłkarz, trener[279][280]
  - Wes Freed(inne języki) – amerykański artysta[281]
  - Edward Hulewicz – polski piosenkarz, kompozytor i autor tekstów, członek zespołów Tarpany i Heliosi[282][283]
  - Andrzej Kuteraś – polski trener akrobatyki sportowej i działacz sportowy[284][285]
  - Jacek Lonka – polski zawodnik motocrossu, indywidualny i drużynowy mistrz Polski[286]
  - Boris Łagutin – rosyjski bokser, mistrz olimpijski (1964, 1968)[287]
  - Cyrus Mistry – irlandzki przedsiębiorca pochodzenia indyjskiego, dyrektor Tata Group[288]
  - Ramachandran Mokeri – indyjski aktor[289]
  - Marek Pawlak – polski piłkarz[290][291]
  - Ernst Pfister(inne języki) – niemiecki polityk i nauczyciel, minister (2014–2011) i wicepremier (2004–2006) rządu Badenii-Wirtembergii[292]
  - Allan Rzepka – polski malarz, grafik i scenograf[293]
  - Thorkild Simonsen – duński nauczyciel, samorządowiec, polityk, burmistrz Aarhus (1982–1997), minister spraw wewnętrznych (1997–2000)[294]
  - Saint-Ange Vebobe(inne języki) – francuski koszykarz[295]
- 3 września
  - Jurij Baszkatow – radziecki i mołdawski pływak, srebrny medalista olimpijski (1988, 1992), mistrz Europy (1989)[296]
  - Shavez Hart – bahamski lekkoatleta, sprinter[297]
  - Paddy Kerrigan(inne języki) – irlandzki piłkarz i trener[298]
  - Herbert Kohler Jr. – amerykański miliarder, dyrektor Kohler Co.[299]
  - Fathallah Lamghari – marokański piosenkarz i kompozytor[300]
  - Stanisław Mandykowski – polski żołnierz Armii Krajowej, weteran II wojny światowej, działacz kombatancki[301]
  - Józef Sanecki – polski geodeta i nawigator, prof. dr hab. nauk technicznych, pułkownik[302]
  - Dieter Schulte – niemiecki związkowiec, lider Federacji Niemieckich Związków Zawodowych (1994–2002)[303]
  - Krystyna Szafraniec – polska socjolog, profesor Uniwersytetu Mikołaja Kopernika w Toruniu[304]
- 2 września
  - Erwin Bechtold(inne języki) – niemiecki malarz[305]
  - Danuta Błaszak – polska poetka[306][307]
  - Jordi Cervelló – hiszpański kompozytor[308]
  - Mišo Cebalo – chorwacki szachista[309]
  - Joseph Cheng Tsai-fa – tajwański duchowny rzymskokatolicki, biskup Tainan (1991–2004), arcybiskup Tajpej (2004–2007)[310]
  - Frank Drake – amerykański astronom[311]
  - Drummie Zeb(inne języki) – brytyjski wokalista i perkusista reggae, muzyk zespołu Aswad[312]
  - Manuel Duarte – portugalski piłkarz[313]
  - Mesud Duraković – jugosłowiański i chorwacki piłkarz[314]
  - Peter Eckersley(inne języki) – australijski badacz i aktywista na rzecz bezpieczeństwa komputerowego[315][316]
  - Terry Edwards – angielski dyrygent chórów, koszykarz[317]
  - Jeorjos Kalamidas – grecki sędzia[318]
  - Zygmunt Kądziela – polski siatkarz, trener, sędzia siatkarski, działacz sportowy[319]
  - Stefan Karol Kozłowski – polski archeolog, prof. dr hab.[320]
  - Tomasz Lekszycki – polski specjalista w zakresie mechaniki, prof. dr hab. inż.[321]
  - Dagmara Luković(inne języki) – polska dyplomatka, konsul RP w Zagrzebiu[322]
  - Ryszard Mojak – polski prawnik, konstytucjonalista, profesor i prorektor Uniwersytetu Marii Curie-Skłodowskiej w Lublinie[323]
  - Sergiusz Nikołajczuk – polski ekonomista, dr hab.[324]
  - Maria Warzyńska – polska piosenkarka[325]
  - Alica Wertheimer-Baletić – chorwacka ekonomistka, demografka, profesor zwyczajna[326]
- 1 września
  - Guy-Pierre Baumann(inne języki) – francuski kuchmistrz i przedsiębiorca[327]
  - Jakez Cornou(inne języki) – francuski historyk[328]
  - Barbara Ehrenreich – amerykańska dziennikarka, pisarka[329]
  - Rashleigh E. Jackson(inne języki) – gujański polityk, minister spraw zagranicznych (1978–1990)[330]
  - Adam Kułach – polski dyplomata, ambasador RP w Arabii Saudyjskiej, ambasador UE w Arabii Saudyjskiej i Dżibuti[331]
  - Rawił Maganow(inne języki) – rosyjski menedżer, dyrektor przedsiębiorstwa Łukoil[332]
  - Phillip Mann – nowozelandzki pisarz i reżyser[333]
  - Abbas Maroufi(inne języki) – irański pisarz[334]
  - Diane Noomin(inne języki) – amerykańska autorka komiksów i wydawca[335]
  - Earnie Shavers – amerykański bokser[336]
  - Piotr Widymski – polski ekonomista, żołnierz Armii Krajowej i Szarych Szeregów[337]

- data dzienna nieznana
  - Jakub Bocheński – polski działacz polityczny[338]
  - Dorota Buczkowska – polska lekkoatletka[339]
  - Ken Douglas(inne języki) – nowozelandzki działacz związkowy i polityk[340]
  - Dariusz Tadeusz Dziuba – polski ekonomista, prof. dr hab.[341]
  - Zofia Gunaris – polska muzealniczka i historyczka sztuki[342]
  - Antonín Hájek – czeski skoczek narciarski[343]
  - Marek „Stypa” Kowalczyk (1948–2022) – polski wspinacz, alpinista i taternik[344]
  - Krystyna Lubomirska – polska pedagog, dr hab.[345]